# Předrománské umění
Jako předrománské umění se označuje evropské umění raného středověku přibližně v 6. až 10. století. Navazovalo především na umění antického Říma, raně křesťanské umění, ovlivněno bylo i uměním byzantským a uměleckými tradicemi nově usazených národů. Relativní úpadek civilizačních center a kulturní výměny mezi nimi zapříčinil slohovou nejednotnost a nižší průměrnou uměleckou úroveň. Ty byly překonány v dobách snahy silných dynastií (Karlovci – Karel Veliký, Otoni) o obnovení jednotné římské říše.

## Karolinský sloh

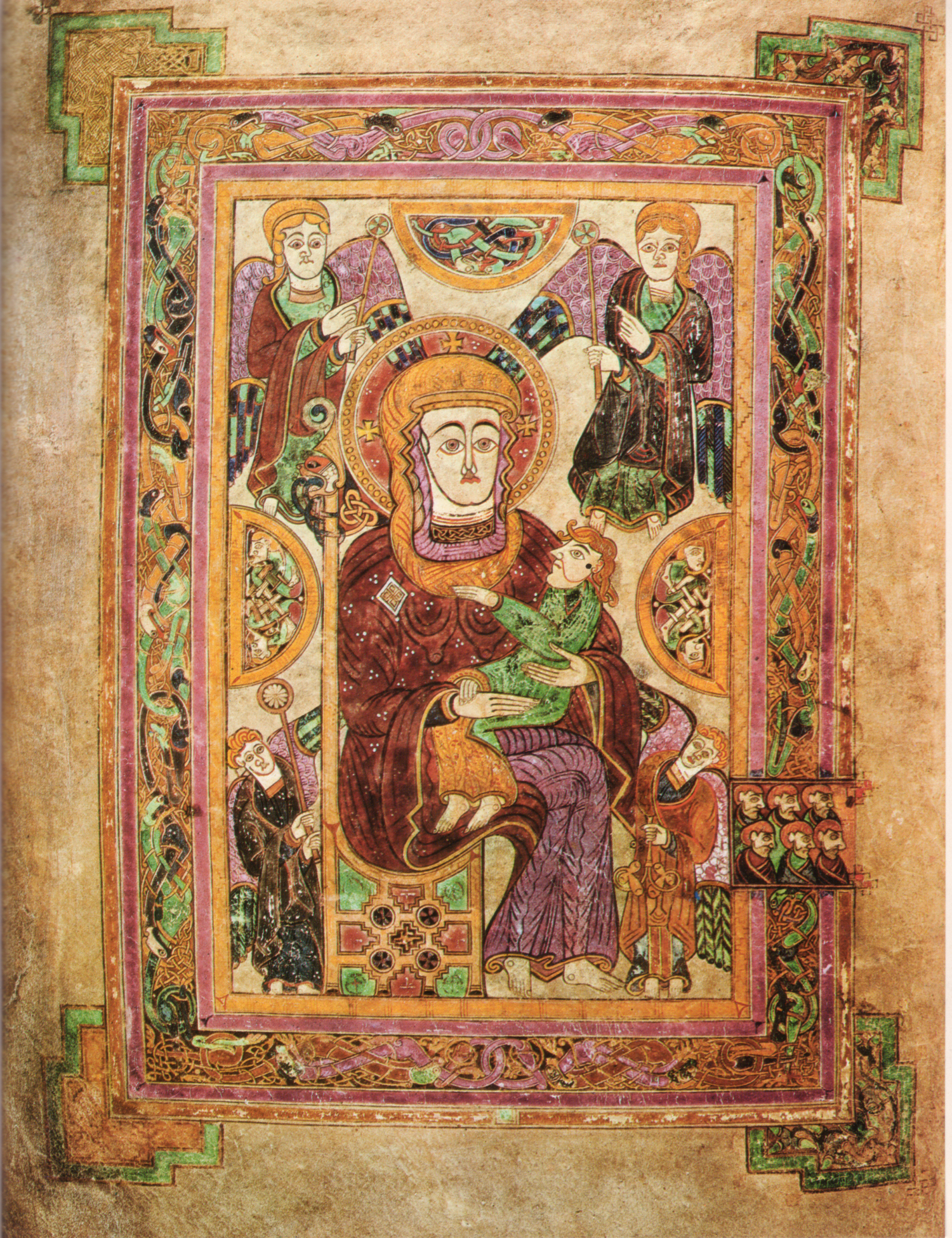
Kniha z Kellsu, Madona s Ježíškem. Po stranách dekorační pletence ovlivněné původní keltskou kulturou; svatozáře a jiné prvky naznačují byzantský vliv

Předrománské umění úzce souvisí s historickým vývojem ve střední a západní Evropě v době po stěhování národů. Postupně se na území Západořímské říše rozšiřovaly od 5. století barbarské státy Germánů. Nejvýznamnější jsou Frankové – postupem doby tak franská říše pokrývala dnešní Německo, Francii a Belgii. Králové z rodiny Merovejců říši rozšířili jak do střední Evropy, tak na západ. V 8. století ale jejich vliv začal upadat a do popředí se dostávali majordomové, správci královského domu.
V počátcích se setkáváme hlavně s drobnými drahocennými předměty ze zlata a drahých kamenů, v průběhu 7. a 8. století se v merovejských klášterech a v Irsku rozvíjela knižní malba. Ta je charakterizována dekorací počátečního písmene geometrickým ornamentem s rozetami stylizovanými zvířaty a lidskými postavami. Projevovaly se zde domácí vlivy skytské keltské tradice, ale i vlivy křesťanské syrsko-koptské. Nejvýznamnějšími díly jsou pak knihy Kniha z Durrow a Kniha z Kellsu. V pozadí nezůstávala ani architektura. Z oné doby se dochovala například baptisteria v Poitiers a v Aix.
S narůstajícím vlivem majordomů se ve Franské říši setkáváme se jmény jako Karel Martell (porážka Arabů roku 732 u Poitiers) či Karel Veliký (768–814). Obyvatelstvo se uchylovalo pod ochranu feudálů, vznikla řada opevněných sídel, šířil se feudalismus. Karel Veliký, vnuk Karla Martella, získal od papeže roku 800 císařskou korunu a založil tak de facto Svatou říši římskou, která trvala následujících tisíc let. Karel Veliký se cítil být nástupcem římských císařů, jeho říši se dařilo a tak na svých dvorech podporoval i kulturu. S jeho smrtí však došlo k rozkolu Franské říše ve dví a tak i k zániku karolinské renesance. Roku 843 vznikla Východofranská říše a Západofranská říše – obě spravovány Karlovci. Rozpad dokončily i vpády Maďarů, Vikingů a Saracénů.

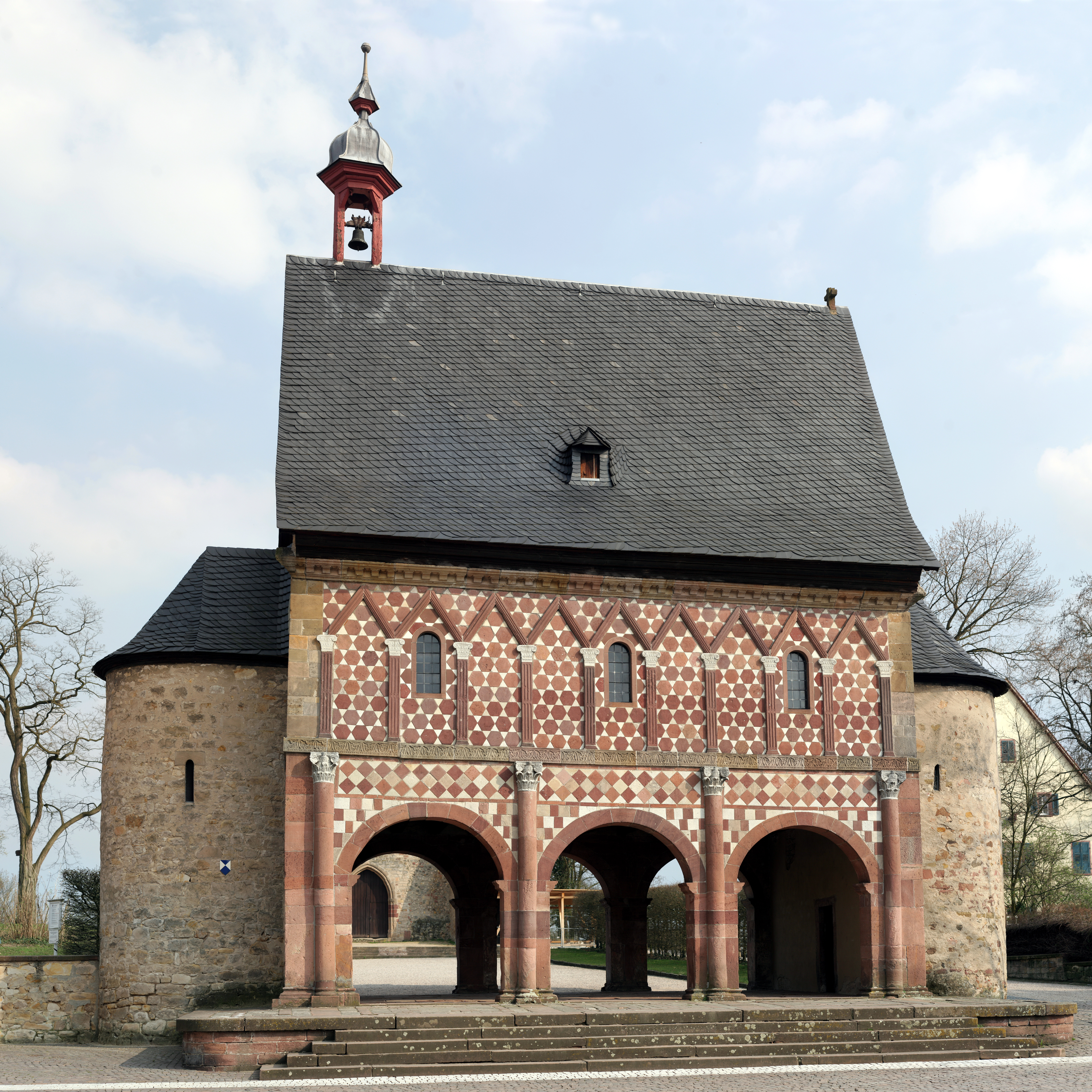
Vstup do kláštera Lorsch na západě Německa. Církevní stavba jejíž loď je na východě a západě ukončena apsidou. V obou apsidách se nachází krypty, kolem kterých je možno volně procházet. Tento druh stavby je typickým představitelem Karolinské renesance

Na dvůr Karla Velikého přicházela řada představitelů kultury hlavně z anglosaského světa, z Irska a Itálie. Obroda umění nacházela nové interpretace antických vzorů. Nejvíce se vyhraňovala architektura, kde oproti dosavadnímu chóru podle římské liturgie směrovanému na východ se připojuje i další na západ. Vzniká tak stavba s lodí ukončená na východ a západ apsidou, ve které se nachází krypta. Pro kostely je také typický pevnostní vstup mezi dvěma věžemi. Z té doby se dochovala například kaple v Cáchách, či v Saint-Germain-des-Prés. Stavěly se hrady a paláce v Cáchách, Ingelheime či Nijmegene, mezi kterými Karel cestoval. Vedle architektury i sochařství značně kopírovalo antiku, např. přebíráním různých antických sloupů, zachovalo se však i vlastní umění, což dokazuje bronzová jezdecká soška Karla Velikého uložená v Louvru. Význačné jsou také karolinské miniatury zdobené irskými pletenci, které se zhotovovaly v Cáchách, Trevíru, Remeši či Tours. Umění té doby je však úzce spjato s Karlem Velikým jako donátorem.
V roce 987 zemřel Ludvík V., poslední Karlovec. S ním také mizí karolinská renesance. V Západofranské říši se ujali vlády Kapetovci, ve Východofranské pak roku 919 nastoupil na trůn Jindřich I. Ptáčník, zakladatel otonské dynastie. Kapetovci se dělí na řadu dynastií a v podstatě vládnou v západní Evropě až do dneška (španělští králové z rodu Bourbon-Anjou). Již v průběhu karolinské renesance, na počátku 11. století, se po ochabnutí spojeném se strachem z konce světa v roce 1000 zrodil v kulturně bohatém prostředí Západofrancké říše sloh románský.

## Otonský sloh
V roce 962 byl korunován na císaře Ota I. Veliký, čímž došlo k upevnění Svaté říše římské. Otonští císaři upevnili vztahy s Vatikánem – zakládají církevní stavby. Stejně jako Karel Veliký podporovali vzdělávání a umění. Vzniká tak otonská renesance, která se rozvíjela i za panování Oty II., Oty III. a Jindřicha II.

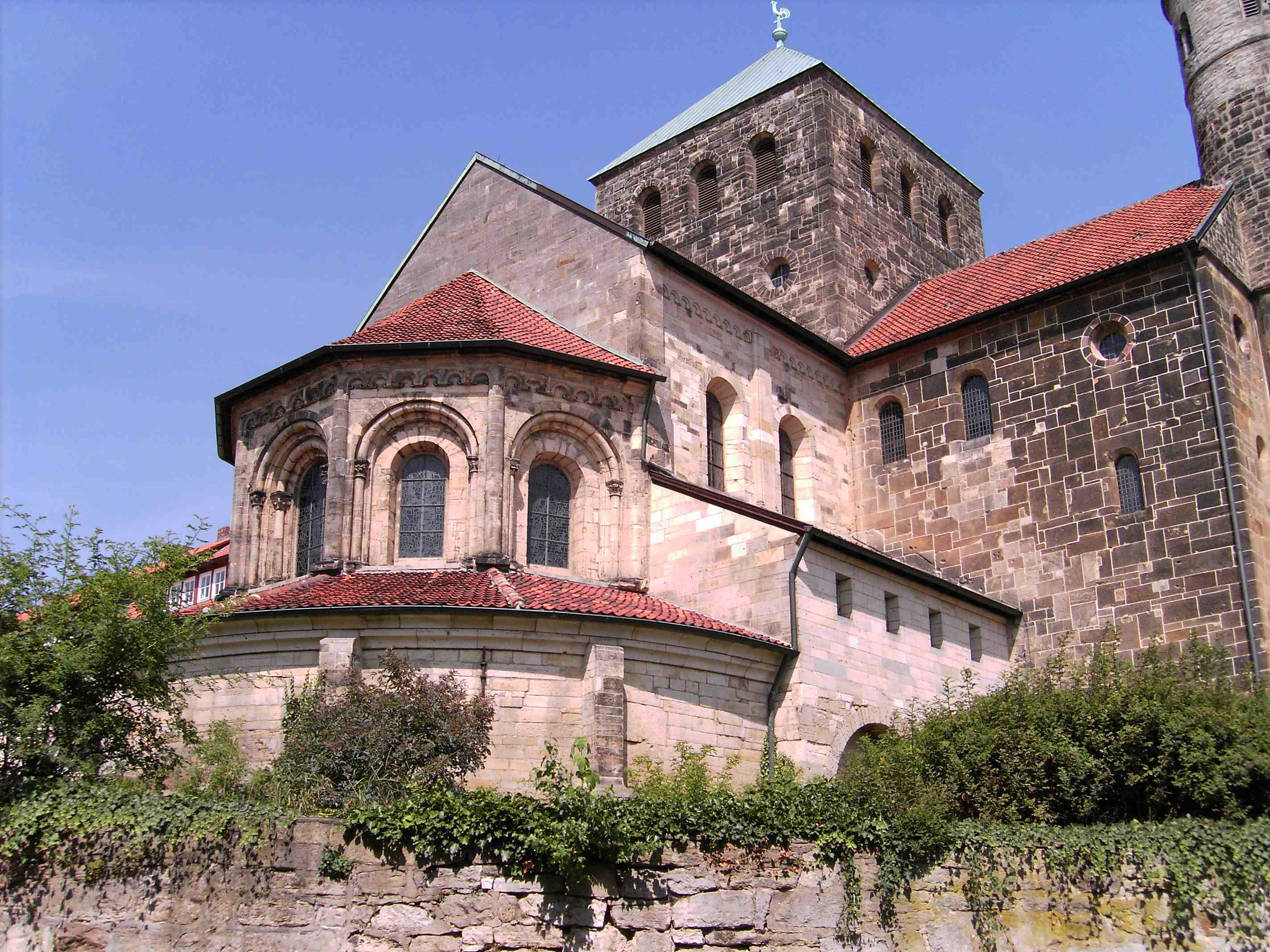
Zmohutnělá apsida kostela sv. Michala v Hildesheimu, Německo

Otonské umění se opět soustřeďovalo na dvorech císařů a jeho cílem bylo velebení císařova obrazu. Inspirovalo se v karolinské renesanci, přejímalo však i vlivy byzantské. Typickou ukázkou karolinské renesance tak může být kostel svatého Cyriaka v Olpe s apsidami, kryptami a opevněnou částí mezi věžemi, který již předznamenává nástup slohu románského jak dispozicí tak výzdobou. Postupně se stále více staví kostely s dvěma chóry, které v 9. století zmohutní až do hmoty, kterou můžeme nalézt v kostele svatého Michala v Hildesheimu. Z malířství se zachovaly fresky v kostele svatého Jiří v Oberzellu na ostrově Reichenau na Bodamském jezeře charakteristické lineární abstraktní kresbou s kolorovanými postavami zvýrazňujícími tvar. Ze stejného místa pocházejí i četné iluminace. Význačné je i sochařství, které se reprezentuje zvláště reliéfní prací. Jedná se například o antependium basilejské tvořené dřevěným reliéfem ve zlatě zobrazujícím Ježíše Krista a Jindřicha II. s manželkou, nebo dveře hildesheimského domu s výjevy z Bible. Byzantské vlivy se pak projevily zvláště v oblasti uměleckého řemesla vytříbeností linie.